# Cona (Teramo)
Madonna della Cona is een plaats (frazione) in de Italiaanse gemeente Teramo.